# Fallen Sanctuary
Fallen Sanctuary (рус. Падшее святилище) — второй студийный альбом австрийской пауэр-метал-группы Serenity, выпущенный 29 августа 2008 года на лейбле Napalm Records. В России альбом издал лейбл Irond Records.

## Список композиций
Слова и музыка всех песен — Buchberger, Hirzinger и Neuhauser.
| №   | Название                     | Длительность |
| --- | ---------------------------- | ------------ |
| 1.  | «All Lights Reversed»        | 6:18         |
| 2.  | «Rust of Coming Ages»        | 4:30         |
| 3.  | «Coldness Kills»             | 5:28         |
| 4.  | «To Stone She Turned»        | 4:59         |
| 5.  | «Fairytales»                 | 4:54         |
| 6.  | «The Heartblood Symphony»    | 5:27         |
| 7.  | «Velatum»                    | 4:29         |
| 8.  | «Derelict»                   | 4:26         |
| 9.  | «Sheltered (By the Obscure)» | 5:00         |
| 10. | «Oceans of Ruby»             | 4:16         |

| №   | Название        | Длительность |
| --- | --------------- | ------------ |
| 11. | «Journey's End» | 5:01         |

## Участники записи

### Основной состав
- Georg Neuhauser — вокал
- Thomas Buchberger — гитара, вокал
- Simon Holzknecht — бас-гитара
- Mario Hirzinger — клавишные, вокал
- Andreas Schipflinger — ударные, вокал

### Приглашённые музыканты
- Oliver Philipps — клавишные (дополнительно), оркестровая аранжировка
- Sandra Schleret — вокал (женский)
- Markus Wenzel — гроулинг

### Производство
- Jan Vacik — запись ударных и бас-гитары, запись пианино
- Thomas Buchberger — запись гитары и вокала приглашённых музыкантов
- Mario Hirzinger — запись клавишных